# Convois de la déportation des Juifs de Belgique
Pour un article plus général, voir Shoah en Belgique.
Entre le 4 août 1942 et le 31 juillet 1944, 28 convois de déportation furent organisés au départ de la caserne Dossin située à Malines. 24 906 Juifs furent déportés dans ces trains de la mort qui les conduisaient à Auschwitz ainsi que 351 Tsiganes. Certains de ces trains, firent halte à Kosel pour que certains parmi les plus aptes au travail soient dirigés vers des camps de travaux forcés (ce fut le cas des convois VI, VII, VIII, IX, XII et XIII),.

## Déportations

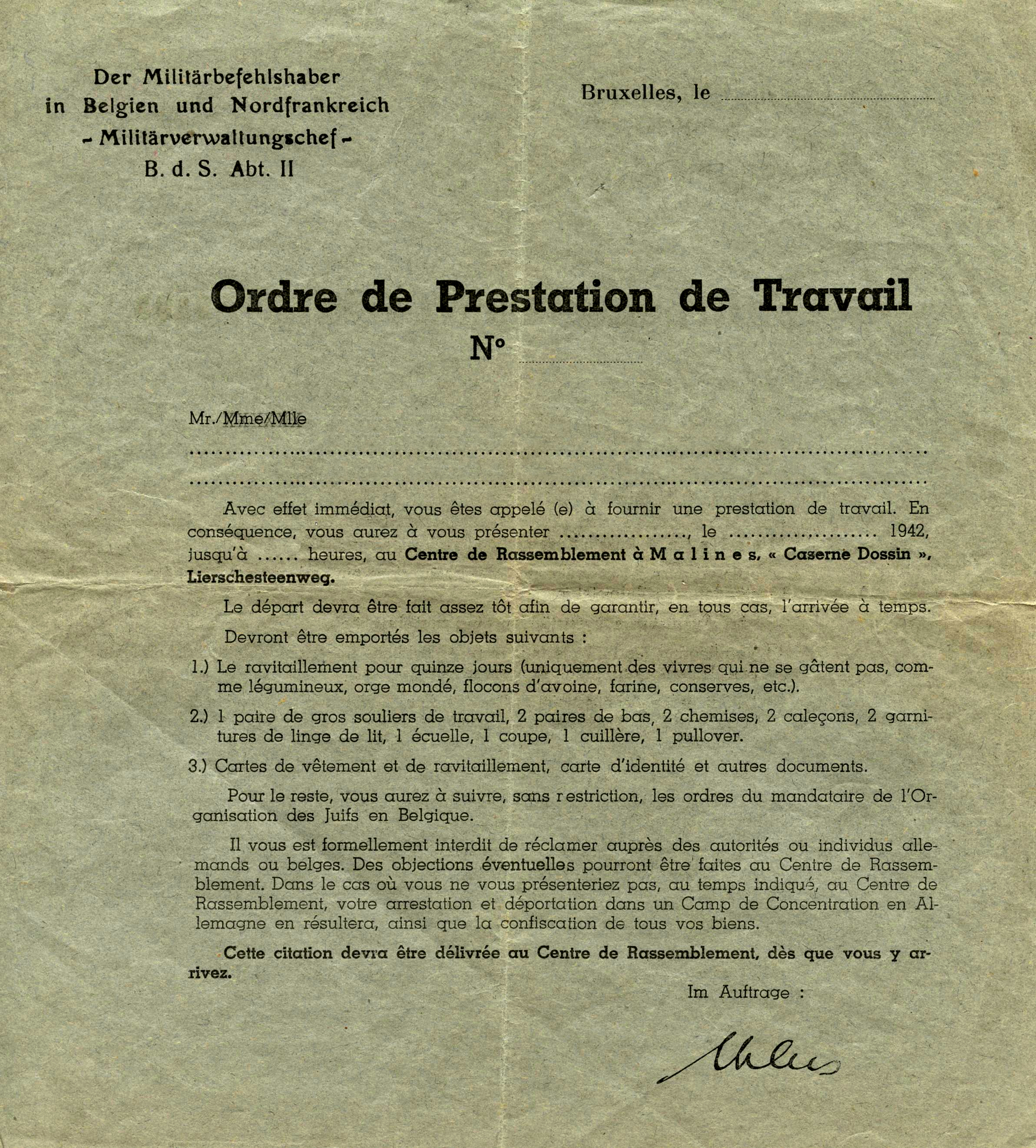
« Convocation à Malines », 1942

Sur les trois premiers mois de la déportation, 17 000 Juifs furent déportés. Ils se présentèrent spontanément à Malines à la caserne Dossin répondant ainsi à une convocation pour le travail obligatoire en Allemagne directement transmise par l'AJB : les « Convocations à Malines » qui n'étaient qu'un subterfuge des Nazis pour mettre en œuvre leur projet de Solution finale. Très tôt, cependant, sous l'action de la résistance juive au travers de l'organe clandestin communiste en langue yiddish du Linke Poalei Sion, Unzer Wort, au travers des sections de langue de la Main-d'œuvre immigrée (MOI), une organisation communiste des étrangers ou, enfin, au travers du Comité de défense des Juifs, ils cessèrent de se présenter spontanément. Les Allemands organisèrent alors des rafles à Anvers et à Bruxelles. Les deux premières rafles se déroulèrent les 15 et 28 août 1942 à Anvers sous le commandement du sous-officier SS Erich Holm. Elles furent menées par des feldgendarmes, des SS allemands et flamands ainsi que par des policiers belges. Une troisième rafle se déroulera le 11 septembre 1942. À Bruxelles, la situation est différente et le bourgmestre Jules Coelst qui s'était déjà opposé aux allemands sur la question du port obligatoire de l'étoile juive, ordonnance qu'il refusera de faire appliquer, argua d'un manque d'effectif pour que sa police ne soit pas mêlée aux rafles. Une seule rafle nocturne se déroulera ainsi à Bruxelles, le 3 septembre 1942. À Anvers, 65 % des Juifs seront déportés tandis qu'à Bruxelles, seuls 37 % le furent. À partir de novembre 1942, les départs de convois s'espacent et les Allemands ne parviendront plus à réaliser des arrestations de masse.
Le convoi no XX du 19 avril 1943 fut stoppé par trois résistants à Boortmeerbeek, ce qui permit à 17 déportés de quitter le train. Au total 231 déportés s'enfuirent, par cette action et leurs propres moyens, dont 23 furent abattus par la Schutzpolizei et 95 autres furent repris dans les heures et les jours qui suivirent. Le reste put rejoindre la clandestinité.
Lors de la libération, la caserne Dossin comptaient encore 520 détenus en attente d'un aller-simple vers Auschwitz.

## Liste des convois
L'Office central de la sécurité du Reich (RSHA) à Berlin était responsable de l'organisation du transport des Juifs. Les dirigeants du camp de rassemblement de Malines devaient donc établir la liste des personnes déportées en trois exemplaires. Un exemplaire était destiné à l'officier de police responsable de la sécurité durant le transport, le second était destiné au Sicherheitsdienst de Bruxelles, le dernier restait au Sammellager de Malines. L'ensemble des copies de la Caserne Dossin ont été conservées, ce qui permit aux historiens de cartographier de manière précise l'ensemble des 28 convois de déportation qui quittèrent le territoire belge à destination d'Auschwitz.

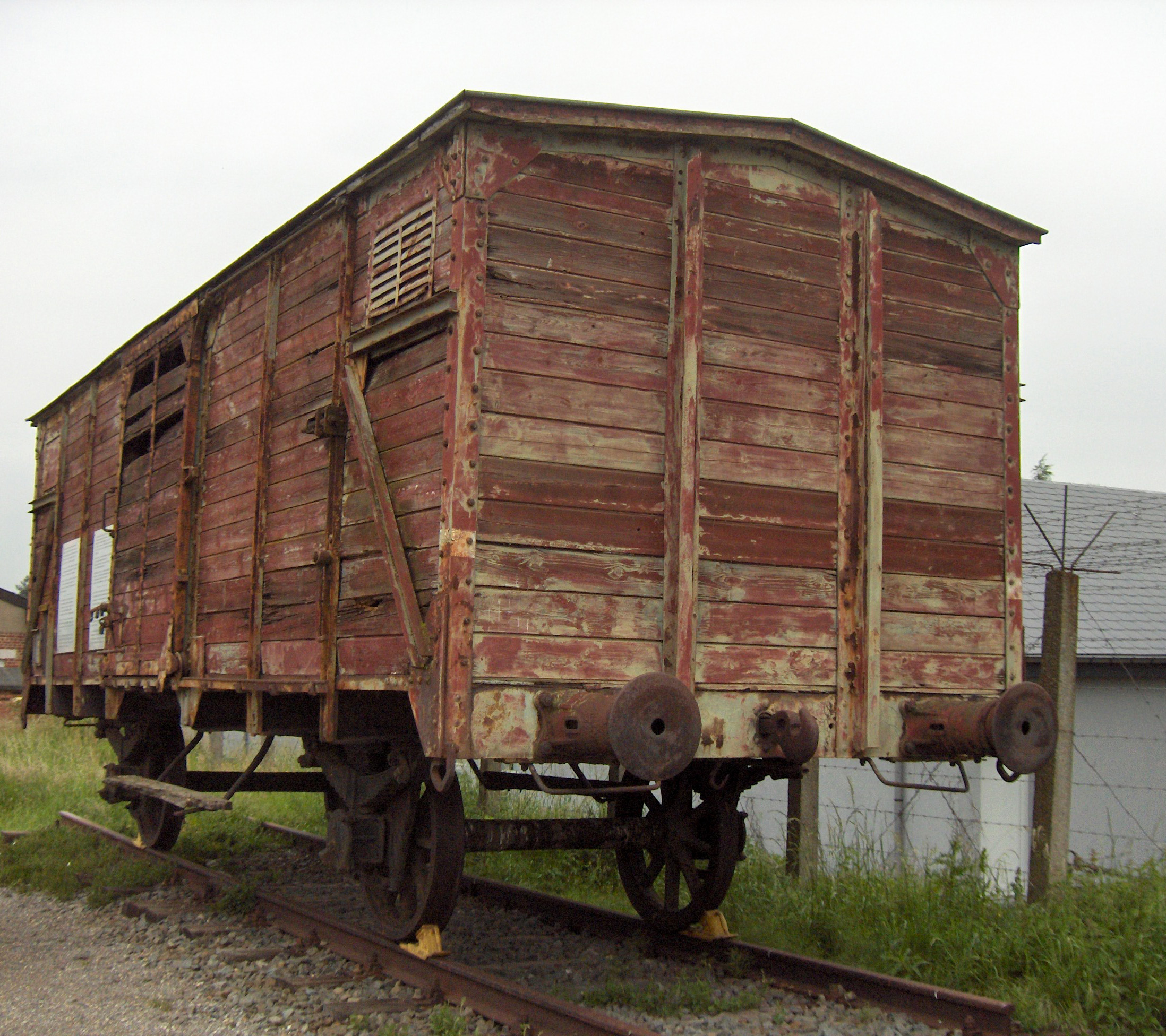
Wagon de la déportation belge - Breendonk.
Des wagons à bestiaux furent utilisés à partir d'avril 1943.

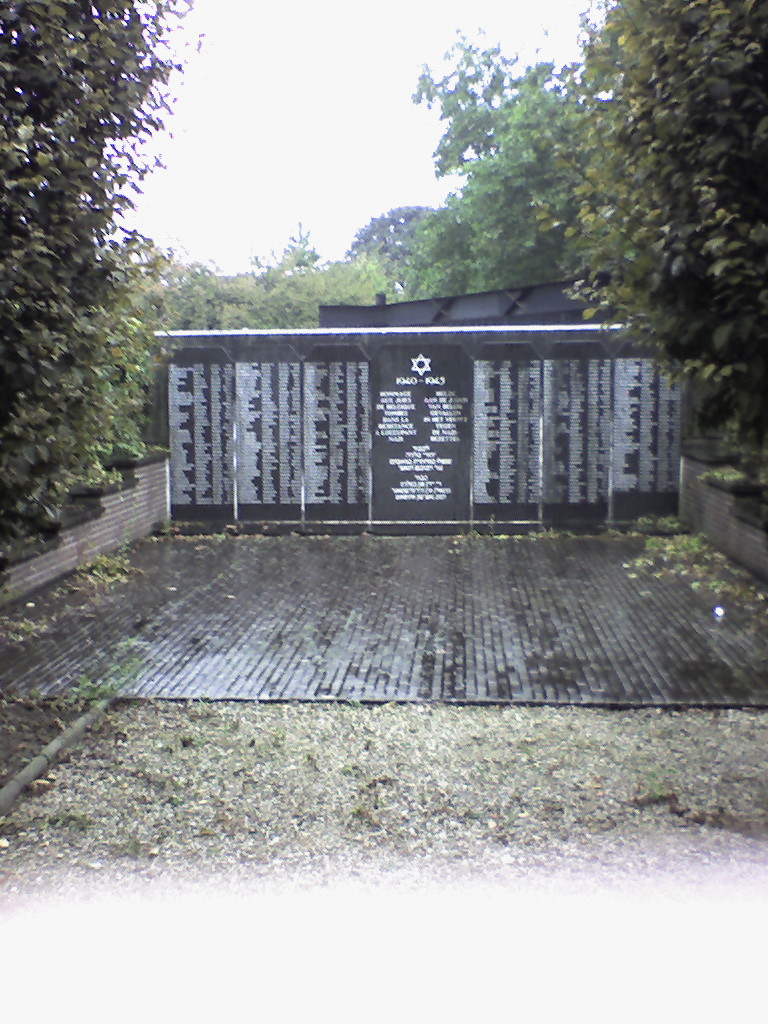
Mémorial National aux Martyrs Juifs de Belgique, à Anderlecht

| Convois      | Date                     | Hommes | Garçons | Femmes | Filles | Total  | Survivants en 1945 |
| ------------ | ------------------------ | ------ | ------- | ------ | ------ | ------ | ------------------ |
| convoi I     | 4 août 1942              | 545    | 28      | 402    | 23     | 998    | 7                  |
| convoi II    | 11 août 1942             | 460    | 25      | 488    | 26     | 999    | 3                  |
| convoi III   | 15 août 1942             | 380    | 48      | 522    | 50     | 1000   | 5                  |
| convoi IV    | 18 août 1942             | 339    | 133     | 415    | 112    | 999    | 0                  |
| convoi V     | 25 août 1942             | 398    | 88      | 429    | 81     | 996    | 27                 |
| convoi VI    | 29 août 1942             | 355    | 60      | 531    | 54     | 1000   | 35                 |
| convoi VII   | 1er septembre 1942       | 282    | 163     | 401    | 154    | 1000   | 15                 |
| convoi VIII  | 10 septembre 1942        | 390    | 109     | 404    | 97     | 1000   | 34                 |
| convoi IX    | 12 septembre 1942        | 408    | 91      | 401    | 100    | 1000   | 30                 |
| convoi X     | 15 septembre 1942        | 406    | 132     | 413    | 97     | 1048   | 17                 |
| convoi XI    | 26 septembre 1942        | 562    | 231     | 713    | 236    | 1742   | 31                 |
| convoi XII   | 10 octobre 1942          | 310    | 135     | 423    | 131    | 999    | 28                 |
| convoi XIII  | 10 octobre 1942          | 230    | 89      | 258    | 98     | 675    | 26                 |
| convoi XIV   | 24 octobre 1942          | 325    | 111     | 438    | 121    | 995    | 15                 |
| convoi XV    | 24 octobre 1942          | 314    | 30      | 93     | 39     | 476    | 26                 |
| convoi XVI   | 31 octobre 1942          | 686    | 16      | 93     | 27     | 822    | 49                 |
| convoi XVII  | 31 octobre 1942          | 628    | 45      | 170    | 32     | 875    | 37                 |
| convoi XVIII | 15 janvier 1943          | 361    | 104     | 416    | 65     | 946    | 4                  |
| convoi XIX   | 15 janvier 1943          | 241    | 49      | 270    | 52     | 612    | 8                  |
| convoi XX    | 19 avril 1943            | 506    | 112     | 655    | 125    | 1398   | 153                |
| convoi XXI   | 31 juillet 1943          | 672    | 103     | 706    | 71     | 1552   | 42                 |
| convoi XXIIA | 20 septembre 1943        | 292    | 39      | 263    | 37     | 632    | 31                 |
| convoi XXIIB | 20 septembre 1943        | 304    | 73      | 353    | 63     | 793    | 19                 |
| convoi XXIII | 15 janvier 1944          | 308    | 33      | 293    | 23     | 654    | 99                 |
| convoi Z2    | 15 janvier 1944          | 85     | 91      | 101    | 74     | 351    | 15                 |
| convoi XXIV  | 4 avril 1944             | 302    | 29      | 275    | 19     | 625    | 146                |
| convoi XXV   | 19 mai 1944              | 236    | 20      | 230    | 21     | 507    | 134                |
| convoi XXVI  | 31 juillet 1944          | 280    | 15      | 252    | 16     | 563    | 186                |
| Total        | août 1942 – juillet 1944 | 10 606 | 2 201   | 10 395 | 2 045  | 25 257 | 1 222              |

## Autres convois
Du 13 juin au 14 juin 1942, 2 252 travailleurs juifs obligatoires sont déportés par sept convois dans les camps de l'Organisation Todt.
En marge de la solution finale, quatre autres convois de déportation furent organisés au départ de Malines. Ils concernèrent 218 déportés juifs. Pour les convois E, le taux de survie fut de 58 %, alors qu'il n'était que de 5,1 % à Auschwitz pour les Juifs et de 4,3 % pour les Tziganes.
| Convois   | Date                      | Total | Destination                                            | Remarques                                  |
| --------- | ------------------------- | ----- | ------------------------------------------------------ | ------------------------------------------ |
| Convoi Z1 | 13 décembre 1943          | 132   | Buchenwald pour les hommes Ravensbruck pour les femmes | principalement des Juifs turcs et hongrois |
| Convoi Z3 | 19 avril 1944             | 14    | Bergen Belsen                                          | Juifs hongrois                             |
| Convoi E1 | 23 février 1944           | 29    | Vittel                                                 | Juifs des pays en guerre contre le Reich   |
| Convoi E2 | 20 juin 1944              | 43    | Vittel                                                 | Juifs des pays en guerre contre le Reich   |
| Total     | décembre 1943 – juin 1944 | 218   |                                                        |                                            |

5 034 Juifs, résidant en Belgique en mai 1940 furent déportés via le Camp de Drancy. Ces résidents avaient fui vers la France à l'aube du conflit ou y avaient été envoyés par les autorités belges. 317 d'entre eux survécurent à la guerre.
| Convois                  | Total  | Survivants |
| ------------------------ | ------ | ---------- |
| Convois vers Auschwitz   | 24 906 | 1 207      |
| Convois E1, E2 et Z1, Z3 | 218    | 126        |
| Déportés de Drancy       | 5034   | 317        |
| Totaux                   | 30 158 | 1 650      |

## Les Tziganes
Outre les Juifs, 351 Tziganes furent également déportés via Malines vers Auschwitz, ils firent partie du convoi Z du 15 janvier 1944. La lettre « Z » signifiant Zigeuner, « Tsigane » en allemand.

### Liens externes

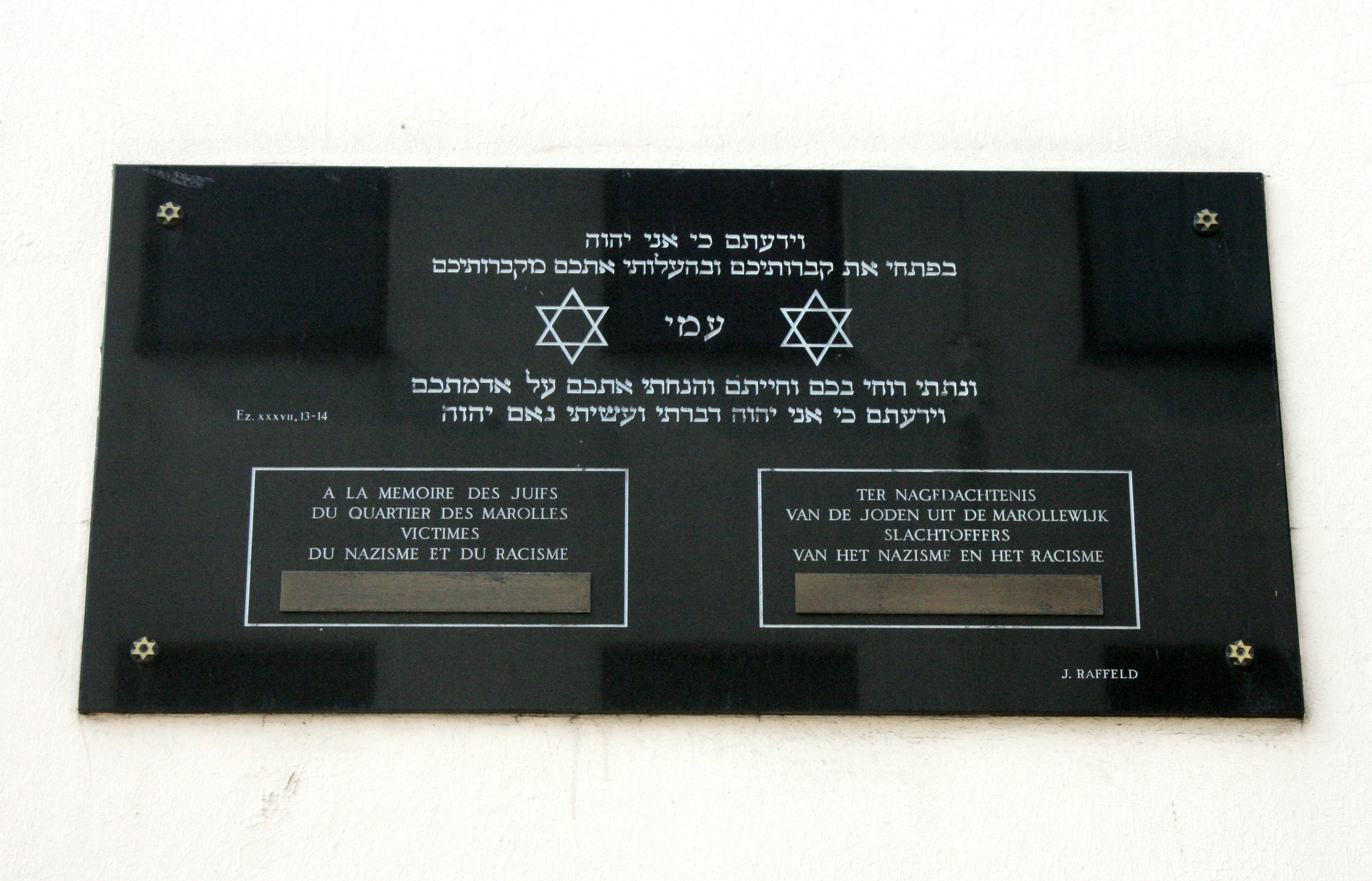
Plaque commémorative pour les Juifs du quartier des Marolles, rue De Lenglentier, qui doit son nom au couvent du XVIe siècle consacré à Marie, Bruxelles, Belgique.